# Федорков, Владимир Александрович
Владимир Александрович Федорков (24 февраля 1924 года — 30 апреля 1979 года) — старший лейтенант Советской Армии, участник Великой Отечественной войны, Герой Советского Союза (1943).

## Биография
Родился в городе Мезень Архангельской губернии (ныне Архангельской области). Окончил восемь классов школы.
В 1942 году был призван на службу в РРККА. В 1943 году окончил Пуховичское пехотное училище. С мая того же года — на фронтах Великой Отечественной войны.
К сентябрю 1943 года гвардии младший лейтенант командовал стрелковым взводом 205-го гвардейского стрелкового полка 70-й гвардейской стрелковой дивизии 13-й армии Центрального фронта. Отличился во время битвы за Днепр. 20 сентября 1943 года взвод Федоркова переправился через Днепр в районе села Домантово Чернобыльского района Киевской области Украинской ССР и принял активное участие в боях за захват и удержание плацдарма на его западном берегу, отразив ряд немецких контратак. В тех боях был ранен, но продолжал сражаться, уничтожив 7 огневых точек и около взвода немецких солдат и офицеров.
Указом Президиума Верховного Совета СССР от 16 октября 1943 года за «образцовое выполнение боевых заданий командования на фронте борьбы с немецкими захватчиками и проявленные при этом мужество и героизм» гвардии младший лейтенант Владимир Федорков был удостоен высокого звания Героя Советского Союза с вручением ордена Ленина и медали «Золотая Звезда» за номером 3608.
В 1947 году в звании старшего лейтенанта был уволен в запас.
Вернувшись домой на костылях, Владимир Александрович поступил и окончил с красным дипломом Архангельский лесотехнический институт. В 1952 году, получив направление, он приехал в город Камышин Волгоградской обл. директором лесопильного завода. Избранный в 1956 году вторым секретарём горкома партии, В.Федорков отвечал за работу промышленности, строительной отрасли и транспорта. В начале 60-х годов Владимир Александрович избирается секретарём парткома треста «Камышинпромжилстрой». Его коллектив принимал участие в формировании современного облика города Камышина.
Яркой строкой в биографии В. А. Федоркова стало его директорство на Камышинском заводе слесарно-монтажного инструмента (КЗСМИ). Он строил это предприятие, налаживал выпуск продукции и привел коллектив в первом квартале 1979 года к победе в городском социалистическом соревновании, завоевав переходящее Красное знамя.
Владимир Александрович вел активную партийную и общественную работу. Неоднократно избирался депутатом городского совета, был членом Советского комитета ветеранов Великой Отечественной войны, часто встречался вместе с А. П. Маресьевым с молодёжью. Заслуги В. А. Федоркова отмечены орденом «Знак Почета», ленинской юбилейной медалью и многими другими наградами.
30 апреля 1979 года Владимира Александровича не стало. Похоронен на Камышинском Воинском кладбище.
Был также награждён орденами Красного Знамени и «Знак Почёта», рядом медалей.